# آسیاب‌آبی شماره ۵ ایوانکی
آسیاب آبی شماره ۵ ایوانکی مربوط به دوره قاجار است و در شهرستان گرمسار، بخش ایوانکی، ۳۰۰ متری غرب جاده شهر ایوانکی به دماوند واقع شده و این اثر در تاریخ ۲۶ اسفند ۱۳۸۷ با شمارهٔ ثبت ۲۶۰۶۹ به‌عنوان یکی از آثار ملی ایران به ثبت رسیده است.